# Doom:VS
Doom:VS — шведский дум-метал коллектив. Сольный проект Йохана Эриксона, гитариста группы Draconian.
Эриксон является единственным участником Doom:VS, он сам сыграл и спел свои песни.

## История
Йохан Эриксон — музыкант мультиинструменталист и продюсер нескольких метал проектов. Самый известный среди них Draconian — дум/готик-метал-группа созданная Йоханом в 1994 где он начинал играть ударником, но вскоре расширил свой круг деятельности став гитаристом и главным композитором группы. В 2004 Йохан создал сольный дум-метал проект Doom:VS. Он был рожден с идеи создания чего-то совершенно темного и личного в уникальной области дум-метала.
Ближе к концу 2004 было выпущено демо Empire of the Fallen, спродюсированное Йоханом. На трех песнях из четырёх вокальные партии исполнил Дэниэл Арвидссон (Draconian, Mammoth Storm). Демо было хорошо принято критиками и привело к сделке с финским лейблом Firedoom Music (экстрим дум-метал отделом лейбла Firebox Records) в 2005.
Йохан приступает к работе над дебютным альбомом и в апреле 2006 завершает работу. Дебютный альбом Aeternum Vale был издан 10 июля 2006 и получил очень хорошие отзывы в дум-метал сообществе. На этот раз Андерс Якобссон выступал приглашенным гостем и исполнил вокальные партии только на одной из песен пластинки. Название альбома Aeternum Vale в переводе с латыни означает «Прощание навсегда».
В январе 2008 началась работа по созданию второго альбома. Dead Words Speak был написан и записан Йоханом собственноручно на репетиционной базе Draconian. Он проделал всю работу на альбоме, занимался сведением материала и даже художественным оформлением диска. Альбом был издан 20 октября 2008.
В 2014 вышел альбом Earthless. Для записи гроула, в отличие от предыдущих альбомов, был приглашен вокалист группы Saturnus Томас Йенсен (Thomas Akim Grønbæk Jensen), чистым голосом исполнял партии сам Йохан Эриксон.

## Дискография
- 2004 — Empire of the Fallen (Demo)
- 2006 — Aeternum Vale
- 2008 — Dead Words Speak
- 2014 — Earthless